# Округ Чејс (Небраска)
Округ Чејс (енгл. Chase County) је округ у америчкој савезној држави Небраска.

## Демографија
По попису из 2010. године број становника је 3.966, што је 102 (-2,5%) становника мање него 2000. године.
| Група             | 2000.         | 2010.         |
| Белци             | 3.900 (95,9%) | 3.491 (88,0%) |
| Афроамериканци    | 7 (0,2%)      | 5 (0,1%)      |
| Азијати           | 7 (0,2%)      | 4 (0,1%)      |
| Хиспаноамериканци | 139 (3,4%)    | 442 (11,1%)   |
| Укупно            | 4.068         | 3.966         |